# Sportverein Waldhof Mannheim 07 1993-1994
Questa voce raccoglie le informazioni riguardanti lo Sportverein Waldhof Mannheim 07 nelle competizioni ufficiali della stagione 1993-1994.

## Stagione
Nella stagione 1993-1994 il Mannheim, allenato da Jürgen Sundermann e Valentin Herr, concluse il campionato di 2. Bundesliga al 6º posto. In Coppa di Germania il Mannheim fu eliminato al secondo turno dal Colonia.

## Rosa
| N. |                      | Ruolo | Calciatore        |
| -- | -------------------- | ----- | ----------------- |
|    | Germania (bandiera)  | P     | Andreas Clauß     |
|    | Finlandia (bandiera) | P     | Kari Laukkanen    |
|    | Germania (bandiera)  | D     | Enrico Barth      |
|    | Germania (bandiera)  | D     | Roland Dickgießer |
|    | Germania (bandiera)  | D     | Andreas Fellhauer |
|    | Germania (bandiera)  | D     | Michael Köpper    |
|    | Germania (bandiera)  | D     | Harald Preuß      |
|    | Germania (bandiera)  | D     | Marc Ritschel     |
|    | Germania (bandiera)  | D     | Frank Scheuber    |
|    | Germania (bandiera)  | D     | Sven Zahnleiter   |
|    | Germania (bandiera)  | C     | Matthias Dehoust  |
|    | Germania (bandiera)  | C     | René Hecker       |
|    | Germania (bandiera)  | C     | Norbert Hofmann   |

| N. |                      | Ruolo | Calciatore        |
| -- | -------------------- | ----- | ----------------- |
|    | Germania (bandiera)  | C     | Steven Jones      |
|    | Danimarca (bandiera) | C     | Henrik Larsen     |
|    | Germania (bandiera)  | C     | Norbert Nachtweih |
|    | Germania (bandiera)  | C     | Manfred Schnalke  |
|    | Serbia (bandiera)    | C     | Slaven Stanic     |
|    | Germania (bandiera)  | C     | Tom Stohn         |
|    | Germania (bandiera)  | C     | Michael Zeyer     |
|    | Germania (bandiera)  | A     | Thomas Epp        |
|    | Germania (bandiera)  | A     | Jörg Kirsten      |
|    | Russia (bandiera)    | A     | Dmitriy Petrenko  |
|    | Germania (bandiera)  | A     | Gustav Policella  |
|    | Germania (bandiera)  | A     | Danny Winkler     |

## Organigramma societario
Area tecnica
- Allenatore: Valentin Herr
- Allenatore in seconda:
- Preparatore dei portieri:
- Preparatori atletici:

## Calciomercato

### Sessione estiva
| Acquisti | Acquisti       | Acquisti               | Acquisti |
| R.       | Nome           | da                     | Modalità |
| -------- | -------------- | ---------------------- | -------- |
| C        | Michael Zeyer  | Kaiserslautern         |          |
| D        | Enrico Barth   | Erzgebirge Aue         |          |
| A        | Thomas Epp     | Kickers Stoccarda      |          |
| D        | Michael Köpper | Eintracht Braunschweig |          |
| C        | Henrik Larsen  | Aston Villa            |          |
| D        | Harald Preuß   | Stoccarda              |          |
| D        | Frank Scheuber | SGK Heidelberg         |          |

| Cessioni | Cessioni        | Cessioni        | Cessioni |
| R.       | Nome            | a               | Modalità |
| -------- | --------------- | --------------- | -------- |
| A        | Uwe Freiler     | Homburg         |          |
| C        | Thomas Lasser   | FSV Francoforte |          |
| A        | Richard Naawuh  | Wuppertal       |          |
| A        | Olaf Schmäler   | Heilbronn       |          |
| C        | Uwe Weidemann   | Duisburg        |          |
| D        | Torsten Wohlert | Duisburg        |          |

### Sessione invernale
| Acquisti | Acquisti | Acquisti | Acquisti |
| R.       | Nome     | da       | Modalità |
| -------- | -------- | -------- | -------- |

| Cessioni | Cessioni | Cessioni | Cessioni |
| R.       | Nome     | a        | Modalità |
| -------- | -------- | -------- | -------- |

## Risultati

### 2. Bundesliga

#### Girone di andata
| Arbitro: | Kasper |

|             |           |                  |
| Kirsten 51’ | Marcatori | 15’ (aut.) Barth |

| Arbitro: | Gläser |

|             |           |  |
| Demandt 43’ | Marcatori |  |

| Arbitro: | Fandel |

|                         |           |              |
| Weber 53’ Fankhänel 64’ | Marcatori | 24’, 81’ Epp |

| Arbitro: | Haupt |

|               |           |           |
| Nachtweih 68’ | Marcatori | 49’ Holze |

| Arbitro: | Domurat |

|                              |           |  |
| Simon 8’ Maciel 42’ Homp 89’ | Marcatori |  |

| Arbitro: | Willems |

|             |           |  |
| Kirsten 66’ | Marcatori |  |

| Arbitro: | Hotop |

|           |           |  |
| Menke 84’ | Marcatori |  |

| Arbitro: | Ziller |

|                             |           |                                   |
| Hecker 68’, 79’ Kirsten 82’ | Marcatori | 24’ Dowe 63’ Bodden 66’ Latifović |

| Arbitro: | Führer |

|                          |           |  |
| Dondera 44’ Bangoura 90’ | Marcatori |  |

| Arbitro: | Kuhne |

|  |           |            |
|  | Marcatori | 84’ Moutas |

| Arbitro: | Hauer |

|  |           |            |
|  | Marcatori | 75’ Hecker |

| Arbitro: | Harder |

|         |           |  |
| Epp 90’ | Marcatori |  |

| Arbitro: | Werthmann |

|               |           |         |
| Raičković 76’ | Marcatori | 20’ Epp |

| Arbitro: | Zerr |

|                                   |           |  |
| Hofmann 21’ Zeyer 47’ Kirsten 85’ | Marcatori |  |

| Arbitro: | Weise |

|                                    |           |            |
| Schlotterbeck 15’, 90’ Winkler 58’ | Marcatori | 17’ Larsen |

| Arbitro: | Schmidt |

|             |           |  |
| Kirsten 73’ | Marcatori |  |

| Arbitro: | Müller |

|                   |           |           |
| Schwinkendorf 72’ | Marcatori | 5’ Hecker |

| Mannheim 27 novembre 1993, ore 14:15 CET 18ª giornata | Waldhof Mannheim | 0 – 0 referto | St. Pauli | Stadion am Alsenweg (5 500 spett.)\| Arbitro: \| Berg \| |
| Arbitro:                                              | Berg             |               |           |                                                          |

| Arbitro: | Fleske |

|                 |           |                          |
| Gorlukovich 75’ | Marcatori | 26’ Köpper 79’ Policella |

#### Girone di ritorno
| Colonia 20 febbraio 1994, ore 15:00 CET 20ª giornata | Fortuna Colonia | 0 – 0 referto | Waldhof Mannheim | Südstadion (1 700 spett.)\| Arbitro: \| Pohlmann \| |
| Arbitro:                                             | Pohlmann        |               |                  |                                                     |

| Arbitro: | Weber |

|                    |           |                          |
| Epp 39’ Larsen 54’ | Marcatori | 64’ Wollitz 78’ Zernicke |

| Arbitro: | Wiesel |

|                        |           |  |
| Larsen 14’ Hofmann 30’ | Marcatori |  |

| Arbitro: | Weise |

|                     |           |                      |
| Reich 6’ Winter 76’ | Marcatori | 65’ Schnalke 82’ Epp |

| Arbitro: | Koop |

|                         |           |            |
| Hofmann 53’ Kirsten 90’ | Marcatori | 32’ Maciel |

| Chemnitz 26 marzo 1994, ore 15:30 CET 25ª giornata | Chemnitz | 0 – 0 referto | Waldhof Mannheim | Sportforum Chemnitz (3 065 spett.)\| Arbitro: \| Führer \| |
| Arbitro:                                           | Führer   |               |                  |                                                            |

| Arbitro: | Casper |

|                 |           |            |
| Larsen 14’, 75’ | Marcatori | 45’ Helmer |

| Arbitro: | Strampe |

|               |           |  |
| Persigehl 24’ | Marcatori |  |

| Arbitro: | Fandel |

|                     |           |                        |
| Epp 12’ Kirsten 76’ | Marcatori | 39’ Spyrka 62’ Dondera |

| Arbitro: | Ziller |

|                                    |           |                       |
| Vollmer 3’ Bobic 29’, 67’ Góra 56’ | Marcatori | 45’ Kirsten 51’ Zeyer |

| Arbitro: | Aust |

|                 |           |                         |
| Kirsten 9’, 43’ | Marcatori | 52’ Goldbæk 60’ Rusayev |

| Arbitro: | Wippermann |

|                       |           |             |
| Hayer 67’ Zampach 85’ | Marcatori | 57’ Hofmann |

| Arbitro: | Fleske |

|         |           |           |
| Epp 74’ | Marcatori | 61’ Heraf |

| Arbitro: | Casper |

|              |           |              |
| Savichev 64’ | Marcatori | 19’ Scheuber |

| Arbitro: | Hauer |

|             |           |             |
| Kirsten 50’ | Marcatori | 77’ Winkler |

| Arbitro: | Kemmling |

|  |           |             |
|  | Marcatori | 44’ Kirsten |

| Arbitro: | Wagner |

|                  |           |  |
| Kirsten 64’, 74’ | Marcatori |  |

| Arbitro: | Fröhlich |

|                                        |           |            |
| Marin 31’, 63’ Hjelm 77’ Scharping 87’ | Marcatori | 1’ Kirsten |

| Arbitro: | Dellwing |

|                           |           |  |
| Nachtweih 4’ Schnalke 89’ | Marcatori |  |

### Coppa di Germania
| Arbitro: | Krug |

|                                      |           |            |
| Rudy 22’ Polster 28’, 69’ Janßen 55’ | Marcatori | 88’ Hecker |

## Statistiche

### Statistiche di squadra
| Competizione      | Punti | In casa | In casa | In casa | In casa | In casa | In casa | In trasferta | In trasferta | In trasferta | In trasferta | In trasferta | In trasferta | Totale | Totale | Totale | Totale | Totale | Totale | DR |
| Competizione      | Punti | G       | V       | N       | P       | Gf      | Gs      | G            | V            | N            | P            | Gf           | Gs           | G      | V      | N      | P      | Gf     | Gs     | DR |
| ----------------- | ----- | ------- | ------- | ------- | ------- | ------- | ------- | ------------ | ------------ | ------------ | ------------ | ------------ | ------------ | ------ | ------ | ------ | ------ | ------ | ------ | -- |
| 2. Bundesliga     | 40    | 19      | 9       | 9       | 1       | 29      | 16      | 19           | 3            | 7            | 9            | 16           | 29           | 38     | 12     | 16     | 10     | 45     | 45     | 0  |
| Coppa di Germania | -     | 0       | 0       | 0       | 0       | 0       | 0       | 1            | 0            | 0            | 1            | 1            | 4            | 1      | 0      | 0      | 1      | 1      | 4      | -3 |
| Totale            | 40    | 19      | 9       | 9       | 1       | 29      | 16      | 20           | 3            | 7            | 10           | 17           | 33           | 39     | 12     | 16     | 11     | 46     | 49     | -3 |

### Andamento in campionato
| Giornata  | 1 | 2  | 3  | 4  | 5  | 6  | 7  | 8  | 9  | 10 | 11 | 12 | 13 | 14 | 15 | 16 | 17 | 18 | 19 | 20 | 21 | 22 | 23 | 24 | 25 | 26 | 27 | 28 | 29 | 30 | 31 | 32 | 33 | 34 | 35 | 36 | 37 | 38 |
| --------- | - | -- | -- | -- | -- | -- | -- | -- | -- | -- | -- | -- | -- | -- | -- | -- | -- | -- | -- | -- | -- | -- | -- | -- | -- | -- | -- | -- | -- | -- | -- | -- | -- | -- | -- | -- | -- | -- |
| Luogo     | C | T  | T  | C  | T  | C  | T  | C  | T  | C  | T  | C  | T  | C  | T  | C  | T  | C  | T  | T  | C  | C  | T  | C  | T  | C  | T  | C  | T  | C  | T  | C  | T  | C  | T  | C  | T  | C  |
| Risultato | N | P  | N  | N  | P  | V  | P  | N  | P  | P  | V  | V  | N  | V  | P  | V  | N  | N  | V  | N  | N  | V  | N  | V  | N  | V  | P  | N  | P  | N  | P  | N  | N  | N  | V  | V  | P  | V  |
| Posizione | 7 | 14 | 14 | 13 | 18 | 15 | 17 | 17 | 18 | 17 | 17 | 17 | 16 | 14 | 15 | 14 | 14 | 13 | 13 | 12 | 9  | 8  | 7  | 7  | 7  | 6  | 7  | 7  | 7  | 9  | 10 | 10 | 9  | 10 | 7  | 5  | 7  | 6  |

Legenda:

Luogo: C = Casa; T = Trasferta. Risultato: V = Vittoria; N = Pareggio; P = Sconfitta.

### Statistiche dei giocatori
| Giocatore     | 2. Bundesliga | 2. Bundesliga | 2. Bundesliga | 2. Bundesliga | Coppa di Germania | Coppa di Germania | Coppa di Germania | Coppa di Germania | Totale   | Totale | Totale      | Totale     |
| Giocatore     | Presenze      | Reti          | Ammonizioni   | Espulsioni    | Presenze          | Reti              | Ammonizioni       | Espulsioni        | Presenze | Reti   | Ammonizioni | Espulsioni |
| ------------- | ------------- | ------------- | ------------- | ------------- | ----------------- | ----------------- | ----------------- | ----------------- | -------- | ------ | ----------- | ---------- |
| E. Barth      | 29            | 0             | 3             | 0             | 1                 | 0                 | 0                 | 0                 | 30       | 0      | 3           | 0          |
| A. Clauß      | 10            | 0             | 0             | 0             | 1                 | 0                 | 0                 | 0                 | 11       | 0      | 0           | 0          |
| M. Dehoust    | 6             | 0             | 1             | 0             | 1                 | 0                 | 0                 | 0                 | 7        | 0      | 1           | 0          |
| R. Dickgießer | 13            | 0             | 3             | 0             | 0                 | 0                 | 0                 | 0                 | 13       | 0      | 3           | 0          |
| T. Epp        | 33            | 8             | 8             | 0             | 1                 | 0                 | 0                 | 0                 | 34       | 8      | 8           | 0          |
| A. Fellhauer  | 21            | 0             | 4             | 0             | 1                 | 0                 | 0                 | 0                 | 22       | 0      | 4           | 0          |
| R. Hecker     | 34            | 4             | 6             | 2             | 1                 | 1                 | 0                 | 0                 | 35       | 5      | 6           | 2          |
| N. Hofmann    | 30            | 4             | 4             | 1             | 1                 | 0                 | 0                 | 0                 | 31       | 4      | 4           | 1          |
| S. Jones      | 0             | 0             | 0             | 0             | 0                 | 0                 | 0                 | 0                 | 0        | 0      | 0           | 0          |
| J. Kirsten    | 37            | 15            | 4             | 0             | 1                 | 0                 | 0                 | 0                 | 38       | 15     | 4           | 0          |
| M. Köpper     | 35            | 1             | 9             | 1             | 1                 | 0                 | 0                 | 0                 | 36       | 1      | 9           | 1          |
| H. Larsen     | 33            | 5             | 7             | 1             | 1                 | 0                 | 0                 | 0                 | 34       | 5      | 7           | 1          |
| K. Laukkanen  | 28            | 0             | 0             | 1             | 0                 | 0                 | 0                 | 0                 | 28       | 0      | 0           | 1          |
| N. Nachtweih  | 35            | 2             | 4             | 1             | 0                 | 0                 | 0                 | 0                 | 35       | 2      | 4           | 1          |
| D. Petrenko   | 14            | 0             | 0             | 0             | 1                 | 0                 | 0                 | 0                 | 15       | 0      | 0           | 0          |
| G. Policella  | 8             | 1             | 1             | 0             | 0                 | 0                 | 0                 | 0                 | 8        | 1      | 1           | 0          |
| H. Preuß      | 15            | 0             | 3             | 0             | 1                 | 0                 | 0                 | 0                 | 16       | 0      | 3           | 0          |
| M. Ritschel   | 1             | 0             | 0             | 0             | 0                 | 0                 | 0                 | 0                 | 1        | 0      | 0           | 0          |
| F. Scheuber   | 26            | 1             | 4             | 1             | 0                 | 0                 | 0                 | 0                 | 26       | 1      | 4           | 1          |
| M. Schnalke   | 18            | 2             | 3             | 0             | 0                 | 0                 | 0                 | 0                 | 18       | 2      | 3           | 0          |
| S. Stanic     | 7             | 0             | 0             | 0             | 1                 | 0                 | 0                 | 0                 | 8        | 0      | 0           | 0          |
| T. Stohn      | 17            | 0             | 5             | 1             | 0                 | 0                 | 0                 | 0                 | 17       | 0      | 5           | 1          |
| D. Winkler    | 0             | 0             | 0             | 0             | 0                 | 0                 | 0                 | 0                 | 0        | 0      | 0           | 0          |
| S. Zahnleiter | 3             | 0             | 0             | 0             | 0                 | 0                 | 0                 | 0                 | 3        | 0      | 0           | 0          |
| M. Zeyer      | 30            | 2             | 5             | 0             | 0                 | 0                 | 0                 | 0                 | 30       | 2      | 5           | 0          |